# Dayot Upamecano
Dayotchanculle 'Dayot' Upamecano (Évreux, 27 oktober 1998) is een Frans voetballer die doorgaans als centrale verdediger speelt. Hij speelt op dit moment bij Bayern München, waar de verdediger vastligt tot medio 2026.

## Clubcarrière

### Red Bull Salzburg
Upamecano speelde in de jeugd bij Vaillante S. Angers, FC De Prey,  Évreux FC en Valenciennes. Valenciennes verkocht hem in juli 2015 hem voor 2,2 miljoen euro aan de Oostenrijkse topclub Red Bull Salzburg. Tijdens het seizoen 2015/16 speelde de centrumverdediger zeventien duels in de Erste Liga voor FC Liefering, het tweede elftal van Red Bull Salzburg. Upamecano debuteerde op 19 maart 2016 voor Red Bull Salzburg in de Oostenrijkse Bundesliga, tegen SV Mattersburg. Hij was gedurende de eerste helft van het seizoen 2016/17 basisspeler bij de Oostenrijkse club. In totaal speelde Upamecano 23 wedstrijden voor het eerste team van Red Bull Salzburg.

### RB Leipzig
Upamecano verruilde Red Bull Salzburg in januari 2017 voor RB Leipzig, dat halverwege zijn eerste seizoen ooit in de Bundesliga was. Op 4 februari maakte Upamecano zijn debuut voor RB Leipzig in de 1-0 verloren competitiewedstrijd tegen Borussia Dortmund. In zijn eerste volledige seizoen in Duitsland speelde Upamecano 28 van de 34 competitiewedstrijden. Ook maakte hij op 13 september 2017 tegen AS Monaco (1-1) zijn debuut in de UEFA Champions League. Op 9 februari 2018, net een jaar na zijn debuut voor de club, maakte hij zijn eerste doelpunt in het geel-zwart, in de 2-0 overwinning op FC Augsburg. Op 2 juli 2018 werd bekend dat hij op de shortlist stond voor de Golden Boy-award, die uiteindelijk naar collega-verdediger en toekomstig ploeggenoot Matthijs de Ligt ging.
Upamecano miste de tweede helft van het seizoen 2018/19 door een knieblessure en maakte uiteindelijk in de laatste wedstrijd van dat seizoen weer zijn rentree, na een afwezigheid van bijna vier maanden. In het seizoen 2019/20 bereikte Upamecano onder coach Julian Nagelsmann de halve finale van de Champions League, waarin het met 0-3 verloor van Paris Saint-Germain. In de zomer van 2020 verlengde Upemecano zijn contract bij RB Leipzig tot de zomer van 2023. Uiteindelijk kwam Upamecano bij RB Leipzig tot 154 wedstrijden en vijf goals.

### Bayern München
Een dik halfjaar na zijn contractverlenging bij RB Leipzig, meldde Bayern München op 14 februari 2021 dat het Upamecano voor een bedrag van 42,5 miljoen euro over zou nemen van RB Leipzig na dat seizoen. Twee maanden later werd duidelijk dat Nagelsmann, ook werkzaam bij Leipzig, de nieuwe hoofdtrainer van Bayern zou worden. Tijdens de openingsspeelronde op 13 augustus tegen Borussia Mönchengladbach (1-1) maakte Upamecano naast Niklas Süle zijn debuut voor Bayern München. Tussen 17 en 30 oktober van dat jaar was Upamecano goed voor vier assists in drie achtereenvolgende wedstrijden. Zijn eerste doelpunt volgde niet veel later, op 17 december. Tegen VfL Wolfsburg (4-0 overwinning), maakte hij de 2-0. Dat seizoen werd hij voor het eerst landskampioen met Bayern.
Het seizoen erop miste Upamecano tot en met de WK-break slechts acht minuten in de competitie, mede door blessureleed van collega-verdedigers De Ligt en Lucas Hernández. Hij ging de winterstop als koploper en won aan het einde van het seizoen voor de tweede keer de Bundesliga. Aan het begin van het seizoen 2023/24 was hij samen met aanwinst Kim Min-jae het nieuwe centrale duo van Bayern. Op 14 en 18 februari 2024 kreeg hij twee keer een rode kaart, eerst in de achtste finale tegen Lazio Roma en daarna in de Bundesliga tegen VfL Bochum. Beide wedstrijden gingen mede daarom verloren. Daarna was Upamecano zijn basisplaats kwijt.  

## Clubstatistieken
| Seizoen         | Club              | Competitie      | Competitie | Competitie | Beker | Beker | Internationaal | Internationaal | Totaal | Totaal |
| Seizoen         | Club              | Competitie      | Wed.       | Dlp.       | Wed.  | Dlp.  | Wed.           | Dlp.           | Wed.   | Dlp.   |
| --------------- | ----------------- | --------------- | ---------- | ---------- | ----- | ----- | -------------- | -------------- | ------ | ------ |
| 2015/16         | Red Bull Salzburg | Bundesliga      | 2          | 0          | 0     | 0     | 0              | 0              | 2      | 0      |
| 2015/16         | FC Liefering      | Erste Liga      | 16         | 0          | 0     | 0     | —              | —              | 16     | 0      |
| 2016/17         | Red Bull Salzburg | Bundesliga      | 15         | 0          | 1     | 0     | 5              | 0              | 21     | 0      |
| 2016/17         | RB Leipzig        | Bundesliga      | 12         | 0          | 0     | 0     | —              | —              | 12     | 0      |
| 2017/18         | RB Leipzig        | Bundesliga      | 28         | 3          | 2     | 0     | 11             | 0              | 41     | 3      |
| 2018/19         | RB Leipzig        | Bundesliga      | 15         | 0          | 3     | 0     | 4              | 0              | 22     | 0      |
| 2019/20         | RB Leipzig        | Bundesliga      | 28         | 0          | 2     | 0     | 8              | 0              | 38     | 0      |
| 2020/21         | RB Leipzig        | Bundesliga      | 29         | 1          | 5     | 0     | 7              | 1              | 41     | 2      |
| 2021/22         | Bayern München    | Bundesliga      | 28         | 1          | 2     | 0     | 8              | 0              | 38     | 1      |
| 2022/23         | Bayern München    | Bundesliga      | 29         | 0          | 4     | 1     | 10             | 0              | 43     | 1      |
| 2023/24         | Bayern München    | Bundesliga      | 25         | 1          | 1     | 0     | 7              | 0              | 33     | 1      |
| Carrière totaal | Carrière totaal   | Carrière totaal | 227        | 6          | 20    | 1     | 60             | 1              | 307    | 8      |

Bijgewerkt t/m 11 juli 2024.

## Interlandcarrière
Upamecano kwam uit voor verschillende Franse nationale jeugdelftallen. Hij won met Frankrijk –17 het EK –17 van 2015 en nam met hetzelfde team ook deel aan het WK –17 van 2015. Upamecano bereikte met Frankrijk –21 de halve finale van het EK –21 van 2019. 
Op 5 september 2020 maakte Upamecano in de UEFA Nations League-wedstrijd met Zweden zijn debuut voor Frankrijk. Drie dagen later maakte hij in zijn tweede interland tegen Kroatië zijn eerste goal. Hij maakte deel uit van de 26-koppige selectie voor het WK 2022 in Qatar, waarin Frankrijk tot de finale kwam. Upamecano miste één wedstrijd doordat hij rust kreeg en eentje wegens ziekte, maar speelde verder alles. Hij werd op 16 mei 2024 door Didier Deschamps opgenomen in de Franse selectie voor het EK 2024 in Duitsland. Frankrijk overleefde een groep met Oostenrijk, Nederland en Polen en schakelde vervolgens België en Portugal uit, maar verloor in de halve finales met 2–1 van Spanje. Upamecano miste op het toernooi geen minuut aan speeltijd.

## Erelijst
| Europees kampioen –17 | 1x | 2015 |